# Canton des Boutières
Le canton des Boutières est une circonscription électorale française du département de la Haute-Loire.

## Histoire
Un nouveau découpage territorial de la Haute-Loire entre en vigueur à l'occasion des élections départementales de 2015. Il est défini par le décret du 17 février 2014, en application des lois du 17 mai 2013 (loi organique 2013-402 et loi 2013-403). Les conseillers départementaux sont, à compter de ces élections, élus au scrutin majoritaire binominal mixte. Les électeurs de chaque canton élisent au Conseil départemental, nouvelle appellation du Conseil général, deux membres de sexe différent, qui se présentent en binôme de candidats. Les conseillers départementaux sont élus pour 6 ans au scrutin binominal majoritaire à deux tours, l'accès au second tour nécessitant 12,5 % des inscrits au 1er tour. En outre la totalité des conseillers départementaux est renouvelée. Ce nouveau mode de scrutin nécessite un redécoupage des cantons dont le nombre est divisé par deux avec arrondi à l'unité impaire supérieure si ce nombre n'est pas entier impair, assorti de conditions de seuils minimaux. Dans la Haute-Loire, le nombre de cantons passe ainsi de 35 à 19.
Le canton des Boutières est formé de communes des anciens cantons de Tence (4 communes), de Montfaucon-en-Velay (7 communes) et de Saint Romain-Lachalm (1 commune). Il est entièrement inclus dans l'arrondissement d'Yssingeaux. Le bureau centralisateur est situé à Tence.

## Représentation
| Période élective | Période élective | Mandat | Mandat   | Identité           | Nuance | Nuance | Qualité |
| ---------------- | ---------------- | ------ | -------- | ------------------ | ------ | ------ | --- |
| 2015             | 2021             | 2015   | 2021     | Jean-Pierre Marcon |        | UDI    | Cadre bancaire Président du conseil départemental (2014-2021)                                                               |
| 2015             | 2021             | 2015   | 2021     | Brigitte Renaud    |        | DVD    | Cadre Maire de Tence (2012-2020), conseillère municipale depuis 2020                                                        |
| 2021             | 2028             | 2021   | en cours | Olivier Cigolotti  |        | DVC    | Directeur général d'un foyer de jeunes travailleurs Sénateur de la Haute-Loire Conseiller municipal de Saint-Romain-Lachalm |
| 2021             | 2028             | 2021   | en cours | Brigitte Renaud    |        | DVD    | Conseillère sortante |

### Résultats détaillés

#### Élections de mars 2015
Lors des élections départementales de 2015, le binôme composé de Jean-Pierre Marcon et Brigitte Renaud (Union de la Droite) est élu au premier tour avec 79,23 % des suffrages exprimés, devant le binôme composé de Janine Chatelard-Putignier et Daniel Chervalier (PS) (20,77 %). Le taux de participation est de 51,39 % (5 130 votants sur 9 982 inscrits) contre 53,67 % au niveau départemental et 50,17 % au niveau national.

#### Élections de juin 2021
Le premier tour des élections départementales de 2021 est marqué par un très faible taux de participation (33,26 % au niveau national). Dans le canton des Boutières, ce taux de participation est de 40,99 % (4 183 votants sur 10 206 inscrits) contre 40,17 % au niveau départemental. À l'issue de ce premier tour, le binôme constitué de Olivier Cigolotti et Brigitte Renaud (Union à droite, 100 %), est élu avec 100 % des suffrages exprimés.

## Composition
Le canton des Boutières comprend douze communes entières.
| Nom                           | Code Insee | Intercommunalité              | Superficie (km2) | Population (dernière pop. légale) | Densité (hab./km2) | Modifier                                    |
| ----------------------------- | ---------- | ----------------------------- | ---------------- | --------------------------------- | ------------------ | ------------------------------------------- |
| Tence (bureau centralisateur) | 43244      | CC du Haut-Lignon             | 52,12            | 3 148 (2022)                      | 60                 | modifier les données · modifier les données |
| Chenereilles                  | 43069      | CC du Haut-Lignon             | 14,42            | 291 (2022)                        | 20                 | modifier les données · modifier les données |
| Dunières                      | 43087      | Haut Pays du Velay communauté | 34,75            | 2 623 (2022)                      | 75                 | modifier les données · modifier les données |
| Le Mas-de-Tence               | 43129      | CC du Haut-Lignon             | 12,83            | 157 (2022)                        | 12                 | modifier les données · modifier les données |
| Montfaucon-en-Velay           | 43141      | Haut Pays du Velay communauté | 4,99             | 1 136 (2022)                      | 228                | modifier les données · modifier les données |
| Montregard                    | 43142      | Haut Pays du Velay communauté | 39,93            | 613 (2022)                        | 15                 | modifier les données · modifier les données |
| Raucoules                     | 43159      | Haut Pays du Velay communauté | 21,01            | 947 (2022)                        | 45                 | modifier les données · modifier les données |
| Riotord                       | 43163      | Haut Pays du Velay communauté | 51,88            | 1 185 (2022)                      | 23                 | modifier les données · modifier les données |
| Saint-Bonnet-le-Froid         | 43172      | Haut Pays du Velay communauté | 13,09            | 224 (2022)                        | 17                 | modifier les données · modifier les données |
| Saint-Jeures                  | 43199      | CC du Haut-Lignon             | 34,14            | 993 (2022)                        | 29                 | modifier les données · modifier les données |
| Saint-Julien-Molhesabate      | 43204      | Haut Pays du Velay communauté | 27,50            | 165 (2022)                        | 6,0                | modifier les données · modifier les données |
| Saint-Romain-Lachalm          | 43223      | Haut Pays du Velay communauté | 19,02            | 1 132 (2022)                      | 60                 | modifier les données · modifier les données |
| Canton des Boutières          | 4303       |                               | 325,68           | 12 614 (2022)                     | 39                 | modifier les données                        |

## Démographie
En 2022, le canton comptait 12 614 habitants, en évolution de −1,7 % par rapport à 2016 (Haute-Loire : +0,36 %, France hors Mayotte : +2,11 %).
| 2013   | 2018   | 2022   |
| ------ | ------ | ------ |
| 12 957 | 12 651 | 12 614 |